# Oprzężów (wieś)

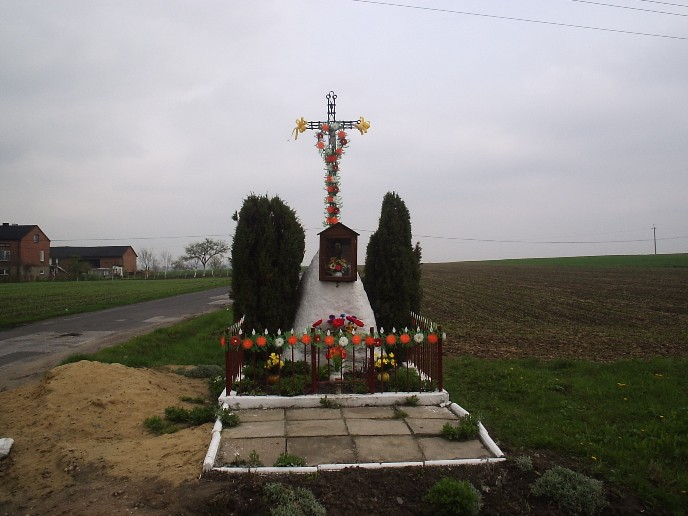
Oprzężowska kapliczka

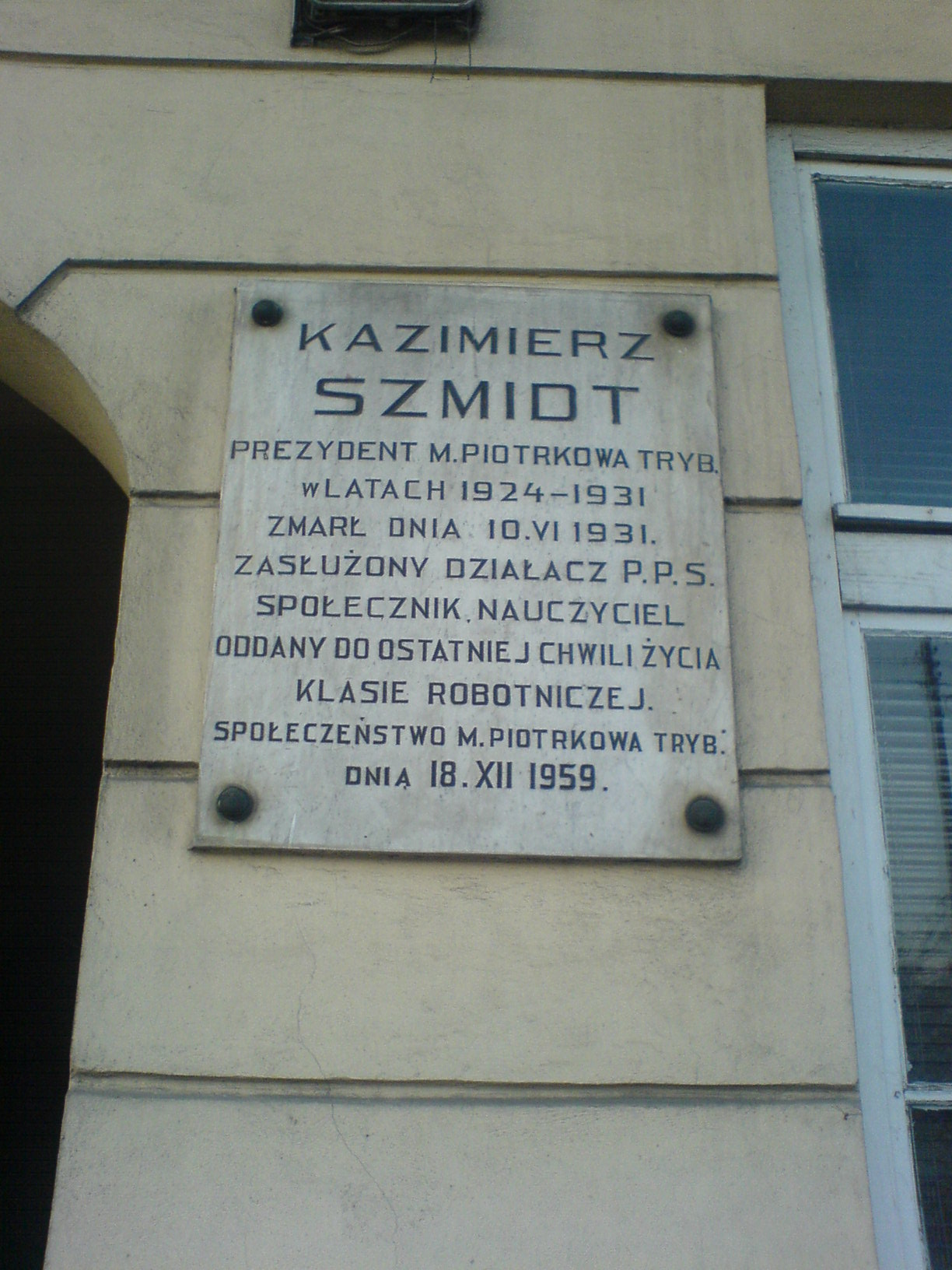
Tablica pamiątkowa poświęcona Kazimierzowi Szmidtowi

Oprzężów – wieś w Polsce, położona w województwie łódzkim, w powiecie piotrkowskim, w gminie Wola Krzysztoporska. Wieś leży w odległości 4 km od autostrady A1. Graniczy z miejscowościami: Kolonia Gomulin, Rokszyce, Wola Rokszycka, Krężna, Kozierogi, Piekarki i Woźniki.
Wieś duchowna, własność klasztoru norbertanów w Witowie położona była w końcu XVI wieku w powiecie piotrkowskim województwa sieradzkiego.
W latach 1975–1998 miejscowość administracyjnie należała do województwa piotrkowskiego.

## Stare zapisy nazwy wsi
Oprzanzow, Oprarzow, Oprzanczow (Castrensia Petricoviensia), Oprzeszow (Liber beneficjorum archidiecezji gnieźnieńskiej Jana Łaskiego), Oprezow (mapa Perthersa).

## Historia
Pierwsza wzmianka o Oprzężowie pochodzi z księgi Castrensia Petricoviensia i zawiera informacje dotyczące wioski za lata 1398–1399. Nie są to jednak daty założenia wsi, która jest prawdopodobnie dużo starsza. W II połowie XIV w. istniała droga Piotrków – Sieradz, która biegła przez Rokszyce, Oprzężów, Mąkolice, Postękalice, Grocholice, Szczerców. Początkowo (XIV w.) wieś należała do rodu Szaryuszów a następnie do klasztoru w Witowie (XV w.). Z klasztorem była związana do 1797 r., kiedy dobra witowskie uległy sekularyzacji – czyli przeszły spod władzy kościelnej pod świecką. Od tamtego czasu zaczął się stały, duży napływ osadników niemieckich, którzy wykupywali ziemie pochodzącą z parcelacji oraz od chłopów po uwłaszczeniu.
W XVIII w. istniał folwark Oprzężów, po którym do naszych czasów nie został jednak żaden ślad. W XVIII w. Oprzężów należał do Dóbr Narodowych Grabica, a następnie, aż do 1914 r. do majoratu Markowa, zwanego majoratem woźnickim. Pierwsza wiejska remiza stanęła w 1927 r., a w latach 1928–1929 dobudowano do niej budynek szkoły (rozebrany pod koniec lat 90. XX w.). Oba budynki zostały postawione na gruntach darowanych wsi przez jednego z mieszkańców – Emila Milbrandta. Do 1945 r. część mieszkańców była wyznania katolickiego, a część ewangelicko-augsburskiego.
W czasie II wojny światowej Oprzężów wchodził w skład Generalnego Gubernatorstwa. Kilku mieszkańców wsi walczyło w szeregach Armii Prusy, inni należeli do organizacji Służba Zwycięstwu Polski (siedziba – Rozprza). Wczesną wiosną 1944 r. hitlerowcy aresztowali działaczy AK. Ci, których nie rozstrzelano (masowe egzekucje w Lesie Bugajskim, Pieńkach Karlińskich), zginęli w obozie koncentracyjnym. 29 czerwca 1944 padł rozkaz wysiedlenia wszystkich mieszkańców Oprzężowa i wywiezienia ich do Niemiec na przymusowe roboty. Opuszczone gospodarstwa przejęły rodziny niemieckie. Po wojnie majątki mieszkańców pochodzenia niemieckiego, którzy wnioskowali o wpisanie ich na volkslistę, zostały przekazane skarbowi państwa.

## Znani oprzężowianie
Kazimierz Szmidt (1895–1931) – prezydent miasta Piotrkowa w latach 1925–1931. Za jego kadencji powstała wieża ciśnień i hala targowa.

## Święta regionalne
29 czerwca jest w Oprzężowie dniem świątecznym. Co roku w tym czasie odprawiana jest uroczysta msza dziękczynna od mieszkańców, którzy szczęśliwie wrócili z Niemiec.